# Sophiella lanei
Sophiella lanei är en tvåvingeart som beskrevs av Guimaraes 1982. Sophiella lanei ingår i släktet Sophiella och familjen parasitflugor. Inga underarter finns listade i Catalogue of Life.